# Ildefons Bańkowski
Ildefons Bańkowski (ur. w 1926 w Lwówku, zm. w 1982 w Bydgoszczy) – polski artysta fotograf, uhonorowany tytułem Artiste FIAP (AFIAP). Członek Związku Polskich Artystów Fotografików.

## Życiorys
Ildefons Bańkowski mieszkał i pracował w Bydgoszczy. Fotografował od 1949 roku, kiedy to pracując w Biurze Projektów w Bydgoszczy sporządził dokumentację fotograficzną z budowy i rozbudowy bydgoskiego Osiedla Błonie. W 1969 roku wykonał 80 fotografii dokumentujących inwestycje budowlane, na zlecenie Biblioteki Miejskiej w Bydgoszczy. W latach 70. był w Bydgoszczy jednym z prekursorów i orędowników fotografii barwnej. W 1965 roku został przyjęty w poczet członków Związku Polskich Artystów Fotografików. Jest dwukrotnym laureatem nagrody Ministerstwa Kultury i Sztuki; w 1966 oraz w 1977 roku – za realizację „Tematów muzycznych w fotografii”.
Ildefons Bańkowski jest autorem i współautorem wielu wystaw fotograficznych; indywidualnych, zbiorowych, poplenerowych, pokonkursowych. Brał aktywny udział w Międzynarodowych Salonach Fotograficznych, organizowanych pod patronatem FIAP, zdobywając wiele medali, nagród, wyróżnień, dyplomów, listów gratulacyjnych. Jego fotografie były prezentowane m.in. w Berlinie, Brukseli, Edynburgu, Lozannie, Paryżu. Pokłosiem udziału w Międzynarodowych Salonach Fotograficznych (pod patronatem FIAP) było przyznanie mu tytułu honorowego Artiste FIAP (AFIAP) nadanego przez Międzynarodową Federację Sztuki Fotograficznej FIAP, z siedzibą w Luksemburgu.
Spuścizna po twórczości Ildefonsa Bańkowskiego to około 20. tysięcy czarno-białych negatywów, znajdujących się w zbiorach Wojewódzkiej i Miejskiej Biblioteki Publicznej w Bydgoszczy oraz w zbiorach Galerii Miejskiej Biura Wystaw Artystycznych w Bydgoszczy.

## Projekty
- „Architektura osiedli”
- „Eksperymenty i konoidy”
- „Archetony i tony”
- „Sylwetki i portrety”
- „Tematy marynistyczne”
- „Mikroświaty faktur”
- „Światłocienie nekropolii”
- „Oblicza Egiptu”
- „Fotografia a muzyka”
- „Metafory ładu”

Źródło